# Keeping Up With The Kardashians
"Життя Кардаш'янів" (Keeping Up With The Kardashians, дослівний переклад: Cтежимо за Кардаш'янами) - американське телевізійне реаліті-шоу, яке транслюється з 2007 року по каналу " Е!“. Шоу зосереджене на повсякденному житті сім'ї Кардаш'ян-Дженнер і їх близьких і друзів.
Головні зірки Кім, Хлоя та Кортні Кардашян . Їхні батьки, Кріс і Кейтлін Дженнер (раніше відома як Брюс), їхні зведені сестри Кендалл і Кайлі, а також їхній брат Роб, також часто з’являються.
Шоу часто отримує негативні відгуки за стиль «бути відомим лише тому, що ти відомий». Однак його рейтинг залишається високим, і воно залишається однією з найуспішніших постановок каналу, здобувши низку нагород.
8 вересня 2020 року родина офіційно оголосила, що вирішила припинити зйомки шоу, а останній 20 сезон розпочався 18 березня 2021 року.

## Передісторія
Роберт Кардаш'ян і Кріс Дженнер одружилися в 1978 році і мають чотирьох дітей - Кортні, Хлою, Кім і Роба. Вони розлучилися в 1991 році, і вже через кілька місяців Кріс вийшла заміж за Брюса Дженнера (нині відомого як Кейтлін). У них двоє дітей, Кендалл і Кайлі. У 2003 році Роберт помер після того, як йому поставили діагноз рак стравоходу. У 2004 році Кім почала працювати особистим стилістом і консультантом з моди для таких знаменитостей, як Періс Хілтон і Ліндсі Лохан .
Хлоя, Кім і Кортні почали працювати в моді і відкрили власний бутик під назвою "Dash" в Калабасасі, Каліфорнія . На початку своєї кар'єри Кім зустрічалася з такими знаменитостями, як Рей Джей та Нік Лачі. У 2007 році в Інтернеті був опублікований саморобний порнозапис Кім і Рея Джея. Vivid Entertainment викупили права на платівку за 1 мільйон доларів і випустили її як фільм під назвою «Кім Кардаш'ян: Суперзірка».